# George Brown (football)
Pour les articles homonymes, voir George Brown (homonymie) et Brown.
George Clark Phillips Brown, couramment appelé George Brown, est un footballeur international écossais né le 7 janvier 1907 à Glasgow où il est mort le 3 janvier 1988. Il évolue au poste de milieu de terrain gauche et est principalement connu pour avoir joué 12 saisons aux Rangers FC, seul club qu'il ait connu au niveau professionnel. Il fait partie du Rangers FC Hall of Fame.
Il compte 19 sélections en équipe d'Écosse.

## Biographie

### Carrière en club
Natif de Glasgow, il joue en junior pour Ashfield F.C. (en) tout en poursuivant ses études à l'université de Glasgow, avant de signer en septembre 1929 aux Rangers FC, où il restera la totalité de sa carrière, soit 12 saisons.
Il y joue 436 matches pour 36 buts inscrits (dont 306 matches et 23 buts en championnat) et y remporte 7 titres de champion et 4 Coupes d'Écosse.
Après la fin de sa carrière, il restera dans l'encadrement des Rangers FC avant de devenir instituteur.

### Carrière internationale
George Brown reçoit 19 sélections pour l'équipe d'Écosse (la première, le 25 octobre 1930, pour un match nul 1-1, à l'Ibrox Park de Glasgow, contre le pays de Galles en British Home Championship, la dernière le 21 mai 1938, pour une victoire 3-1, au stade olympique d'Amsterdam, contre les Pays-Bas en match amical). Il n'inscrit aucun but lors de ses 19 sélections et porte à deux occasions le brassard de capitaine.
Il participe avec l'Écosse aux British Home Championships de 1931 à 1938 (à l'exception de celui de 1934).

## Palmarès
- Rangers FC :
  - Champion d'Écosse en 1929-30, 1930-31, 1932-33, 1933-34, 1934-35, 1936-37 et 1938-39
  - Vainqueur de la Coupe d'Écosse en 1932, 1934, 1935 et 1936
  - Vainqueur de la Glasgow Cup en 1932, 1933, 1934, 1936, 1937 et 1938
  - Vainqueur de la Glasgow Merchants Charity Cup en 1930, 1931, 1932, 1933 et 1934